# Louis-Claude de Saint-Martin
Louis-Claude de Saint-Martin, född den 18 januari 1743 i Amboise, död den 13 oktober 1803 i Aulnay vid Paris, var en fransk markis och teosof, kallad le philosophe inconnu och "den franske Jakob Böhme".
de Saint-Martin var till en början militär, men övergav denna bana, efter att ha studerat Swedenborgs och Böhmes skrifter, samt levde sedermera i tillbakadragenhet, sysselsatt med teosofiska studier och författarskap. I ett oftast mycket dunkelt språk, men inte utan lyftning framställde de Saint-Martin sin teosofiska livsåskådning, bekämpande sensualismen och materialismen. 
Hans främsta arbeten är Des erreurs et de la verité (1775; flera upplagor), Tableau naturel des rapports, qui existent entré Dieu, l'homme et l'univers (1782), L'homme de désir (1790; ny upplaga 1802), Ecce homo (1792), Le nouvel homme (1796), De l'esprit des choses (1800), Le ministére de l'homme-esprit (1802), Théorie de la pensée (1806) samt Oeuvres posthumes (1807). Hans Correspondance utgavs av Schauer och Chuquet (1862).

Saint-Martins tänkande bildar grund för den esoteriska riktning som kallas martinism.